# 현준혁
현준혁(玄俊赫, 1906년 5월 13일 ~ 1945년 9월 3일)은 조선의 공산주의계열 독립운동가이다. 8·15 해방 전후 평안남도 지역의 대표적인 공산주의자이다. 그의 죽음을 두고 우파단체인 대동단 단원 백관옥의 암살설과 현준혁과 다른 노선을 취했던 공산당 세력의 내부의 소행 또는 소련군정의 암살설이 있다

## 생애
1906년 5월 평안남도 개천에서 태어났다. 연희전문학교 문과와 경성제국대학 법문학부를 고학으로 마쳤다. 연희전문학교 시절부터 공산주의운동에 관계했으며, 대구사범 교사 시절에는 학생들을 대상으로 학내에 적색독서회 등을 만드는 공산주의 활동을 하다가 검거되어 6년간 옥고를 치르기도 했다. 만기출옥 후 경찰에 의해 부단히 탄압을 받은 것으로 알려졌다. 국내에서 공산주의 활동을 활발히 전개했다.
1945년 8월, 경성부에서 해방을 맞았다. 8월 17일 아침에 모종의 중대 지령을 띄고 경성부를 떠나 평양으로 향했다. 광복 후 조선공산당 평안남도지구위원회 책임비서를 지냈고, 조만식의 건국준비위원회와 공산주의자들간의 연합전선적 성격으로 설립된 평안남도 인민정치위원회 부위원장을 맡기도 했다.
그는 공산당이 독점하는 프롤레타리아 혁명보다는 민족문제의 해결을 더 중시해 민족주의자들과의 연합전선을 주장한 것으로 알려져 있다. 프롤레타리아 혁명이 아닌 민족통일전선이 필요하다는 것은 당시 남한에 있던 조선공산당 본부의 공식 입장이었다. 현준혁은 조선공산당의 노선에 충실히 따랐다.
해방 후 조선공산당 중앙이 공식 채택한 8월 테제는 무엇보다 사회주의 세력의 전통적 혁명론을 수정하여 평화혁명론, 곧 평화적인 사회주의 이행전략을 구체화하였다는 의미를 지니고 있다. 일제시기 이래 사회주의 세력의 일반적인 혁명노선은 무장봉기 노선이나 폭력혁명론이었다. 일반적으로 사회주의세력의 전략전술에서 평화혁명론의 가능성은 극히 제한적이거나 부정되어 왔지만, 해방 후에는 조선공산당의 혁명이행 방식으로 발전하였다. 따라서 평화혁명론은 기존의 전통적인 무장봉기전략을 철회하고, 평화적인 방식의 국가건설 전망을 도출하는 근거가 되었다.
(중략)
평화혁명론은 평화적인 방법으로 국가권력 장악을 지향한다는 점에서 선거주의 이행노선에 가까웠다. 실제로 사회주의 세력은 정부수립의 방식으로 선거를 고려하고 있었다. 곧 인공수립이나 미소공위를 통한 정부수립의 마지막 절차도 총선거였다.— 김무용, 해방 후 조선공산당의 노선과 국가건설 운동, 2005, p55~57

사회주의혁명의 과업과 성질을 운운하는 것과 같은 극좌적 경향과 싸워야 한다. (중략) 우리가 부르주아민주주의 혁명의 중요 과업(완전 독립과 토지 혁명)을 완전 해결은커녕 이제 시초의 첫걸음을 내디디고 있는 처지에 있는데도 불구하고 (후략)— 조선공산당 중앙위원회, 8월 테제

### 암살
1945년 9월 3일 정오에 조만식 선생과 함께 차(트럭)를 타고 가던 현준혁은 적위대복을 입은 한 청년에 의해 암살당하였다. 당시 적위대 복장은 소련군정에서 공산당 보위대에 지급한 군복이었다. 지금의 김일성광장 앞 도로를 지나던 차가 굽인돌이에서 속도를 늦추자 괴한이 차에 올라 권총으로 사살한 것이다. 
또한 전 북한 민주조선 주필 한재덕씨의 「김일성을 고발한다」에는 소련군정 요원 한국인 2세 통역인 유채일이 다음과 같은 증언을 한 것으로 되어있다.
『김일성·김책 등 소련파와 김용범·장시우 등은 현을 그대로 두었다가는 공산당이 북한에서 패배한다고 생각했다. 그래서 로마넨코 소장실에 이들 네명이 찾아와 현준혁 처리에 관한 비밀회담을 했고 이 자리에서 현의 살해를 결정했다.』

말하자면 현준혁의 인기에 불안을 느낀 김일성이나 소군정이 현을 살해했다는 것이다. 이는 현준혁의 암살이 김일성이 평양에 들어온 이후인 9월28일 발생한 것을 전제로 하고 있다.

다른 한편 평양에서 대동단의 백관옥에게 암살당했다는 이야기가 있다. 백관옥이 현준혁을 암살한 이유에 대해서는 1986년 5월 21일에 백관옥의 형 백근옥이 녹취한 녹음에 의하면 
(소련군) 강훈 소좌를 염선생(염동진)과 두 번 만났거든, (강훈) 그 놈이 "동무들은 위대한 소련군을 이해 못 한다." "스탈린그라드를 점령한 독일군도 여자(겁탈)하고 재산 약탈하고 그랬다. 그런데 뭘 그러느냐."

 이후 대동단 단원들은 다시 현준혁을 찾아가 소련군에 대한 조선공산당이 강력한 조치를 원했다고 한다. 실제로 당시 진주한 소련군은 약탈과 부녀자 겁탈 등 만행을 저지르고 있었다. 이후 백관옥은 
(현준혁) 당신이 공산당 책임자니까 (소련군에게) 이야기하시오" 그러고 (현준혁이) "제가 이야기하죠"해서 "내일 다시 오겠다."하고 (다음날) 또 갔지. 그것 어떻게 됐습니까" 하니까 (현준혁이) "뭐 어쩌구..." 해서 "알았어, 이건 없애야 되겠어. 그래서 없어진 거야"

고 한다.

## 참고자료
- 역사문제연구소 (1997년 8월 31일). 《바로 잡아야 할 우리 역사…  2》. 서울: 역사비평. ISBN 9788976962188.

- “이제는 말할 수 있다 46회 비밀결사 - 백의사”. MBC. 2002년 1월 20일.

## 같이 보기
- 조선공산당
- 건국준비위원회
- 조만식
- 박헌영
- 염동진
- 백의사